# 通口镇
通口镇，是中华人民共和国四川省绵阳市北川羌族自治县曾经下辖的一个镇。2019年12月，撤销通口镇和香泉乡，设立通泉镇。

## 行政区划
通口镇撤销前下辖以下地区：
通口社区、黎明村、通泉村、幸福村、解放村、茶花村、茶园村、青云村、小坪村、战斗村、花龙村、井泉村、同乐村和清泉村。